# 中国驻哈萨克斯坦大使馆
中华人民共和国驻哈萨克斯坦共和国大使馆，简称中国驻哈萨克斯坦大使馆，是中华人民共和国驻哈萨克斯坦的外交代表机构。馆址位于哈萨克斯坦首都阿斯塔纳独立大街44号（Проспект Тауелсиздик 44）。

## 机构沿革
1992年1月，中哈建交，中国政府随即在哈首都阿拉木图设置大使馆。1997年，哈萨克斯坦迁都阿斯塔纳，中国大使馆仍留在阿拉木图，另在哈新都设置驻阿斯塔纳代表处。2006年，中国大使馆迁至阿斯塔纳。阿拉木图大使馆原址于2008年设立中国驻阿拉木图总领事馆。

## 机构设置
根据有关规定，中国驻哈萨克斯坦大使馆设置下列机构：

### 内设机构
- 政治处
- 新闻和公共外交处
- 经济商务处
- 警务安全处
- 武官处
- 领侨处
- 办公室

### 总领事馆
- 中国驻阿拉木图总领事馆
- 中国驻阿克托别总领事馆